# Mercedes-AMG G 63 6x6
Mercedes-AMG G 63 6x6 или Mercedes-Benz G 63 AMG 6x6 — полноразмерный пикап немецкой торговой марки Mercedes-Benz, выпускавшийся с 2013 по 2015 год на базе Mercedes-Benz G-класс. 

## Описание
G63 AMG 6x6 оснащён воздушным компрессором, который позволяет снижать или увеличивать давление в шинах, чтобы адаптировать сцепление с дорогой, особенно в условиях, похожих на пустыню. Таким образом, компрессор заполняет четыре ёмкости по 20 литров каждая, чтобы обеспечить быструю подкачку шин. Это позволяет перейти из песчаной пустыни на обычные улицы менее чем за двадцать секунд.
Выпуск G63 AMG 6x6 начался в начале 2013 года. Компания решила прекратить продажи автомобиля и объявила о полном расходе запасов модели в начале 2015 года, чтобы сохранить эксклюзивность модели. Мерседесу удалось продать больше автомобилей G63 AMG 6×6, чем предполагалось изначально. Последняя партия G63 AMG 6x6 сошла с конвейера в мае 2015 года в Граце.
В 2015 году компания Mercedes-Benz представила ограниченную серию из 15 автомобилей Brabus 6x6 для малазийского рынка. Это единственная в мире версия Brabus 6x6 с правым рулём. Автомобили продавались только в Малайзии компанией Naza World — одним из крупнейших автомобильных конгломератов в Малайзии. Стоимость автомобилей составила 3214219 ринггитов (698888 евро).
Богатый южноафриканский бизнесмен хотел приобрести 6x6, но Brabus согласился выполнить его заказ на переоборудование автомобиля под праворульное управление только в том случае, если он закажет больше машин. Впоследствии он заказал 10 автомобилей, которые были переоборудованы под праворульное управление и доставлены в Южную Африку.

## Технические характеристики
G63 AMG 6x6 имеет V-образный восьмицилиндровый 32-клапанный бензиновый двигатель Mercedes-Benz M157 с двойным турбонаддувом. Объём двигателя составляет 5,5 л, мощность — 536 л. с., а крутящий момент — 561 фунт-фут. Двигатель соединён в паре с трансмиссией 7G-Tronic. Передаточное число для движения по дорогам общего пользования составляет 0,87:1, а для бездорожья — 2,16:1 в соотношении 30:40:30. Дополнительный вал передаёт мощность на заднюю ось. Автомобиль оснащён пятью электронными блокировками дифференциалов, которые обеспечивают 100-процентную блокировку всех шести колёс и управляются тремя переключателями на приборной панели.
Длина G63 AMG 6x6 составляет 5875 мм, ширина — 2110 мм, высота — 2210 мм, клиренс — 460 мм, глубина перехода вброд — 1000 мм. Портальные оси аналогичны тем, что устанавливаются на автомобили Unimog. Автомобиль оснащён 18-дюймовыми (457 мм) колёсными дисками и 37-дюймовыми (940 мм) шинами, имеет колёсную базу 4196 мм (от передней оси до задней оси), а его масса составляет 4105 кг. До 100 км/ч автомобиль разгоняется за 7,8 сек., а максимальная скорость ограничена до 161 км/ч.

## Галерея

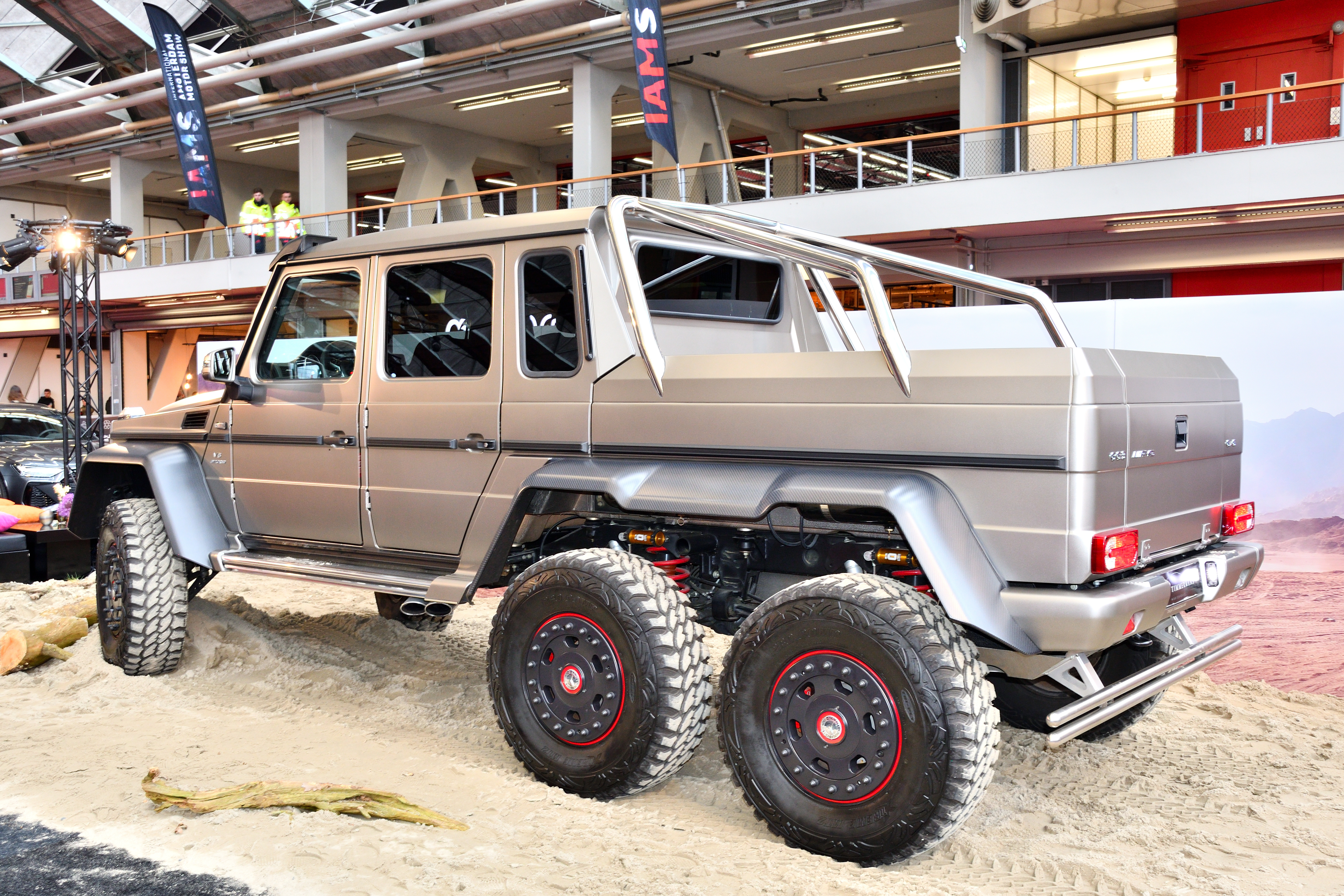
Mercedes-AMG G 63 6x6 на выставке Amsterdam Motor Show (2023)
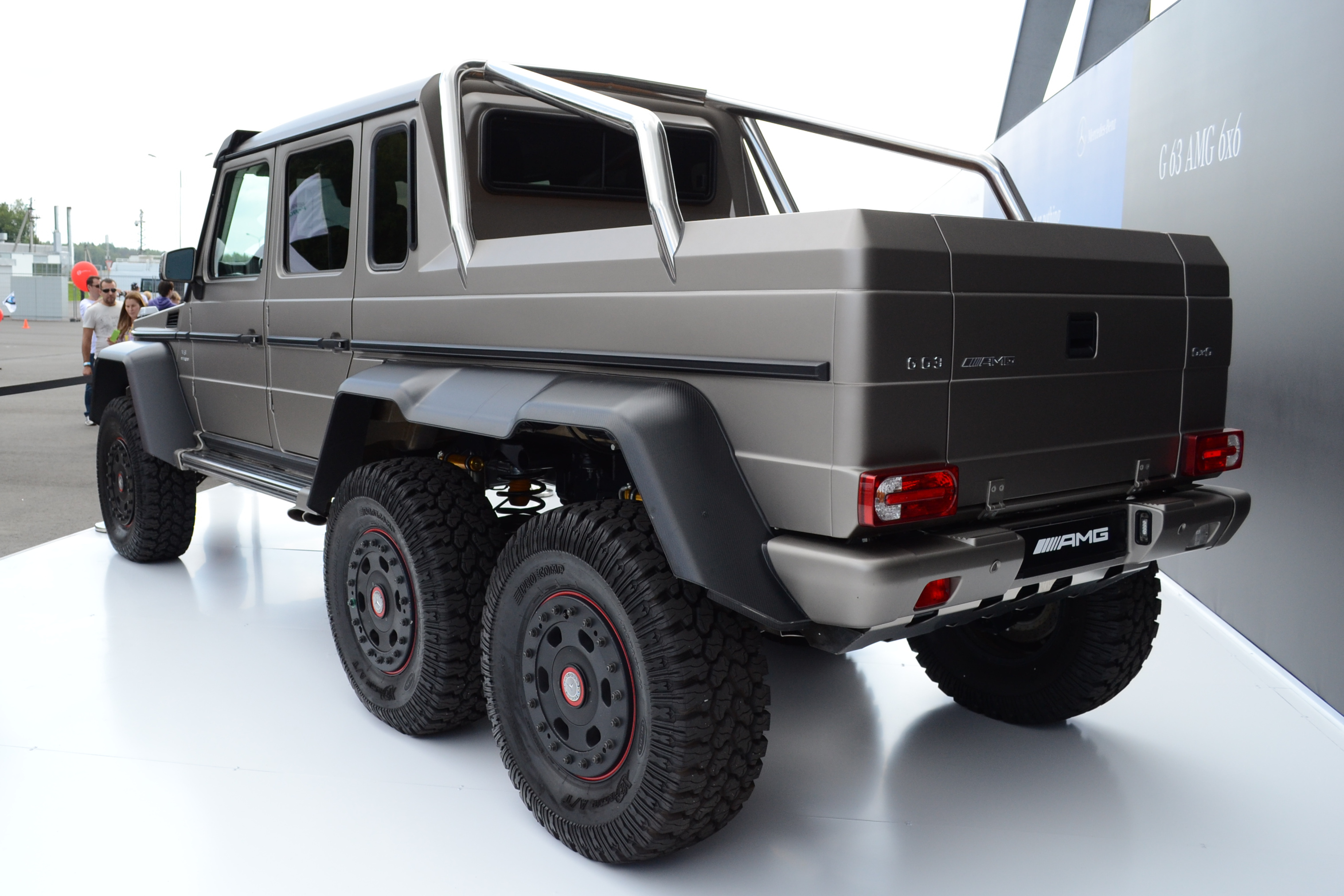
Две задние оси на G 63 AMG 6x6
Сравнение обычной и портальной осей. У G 63 AMG 6x6 портальные оси, увеличивающие дорожный просвет по сравнению с традиционной осью в аналогичной комплектации.

## В популярной культуре
Mercedes-AMG G 63 6x6 показан в фильмах «Игра на выживание» (2014) и «Мир юрского периода» (2015). Появление в «Мире Юрского периода», который стал широко известным фильмом-блокбастером, привлекло внимание прессы, которая сравнила его с дебютом M-класса в оригинальном фильме 1990-х годов.